# Маляевка
Маля́евка (тат. Малай) — татарское село в Ленинском районе Волгоградской области.
Административный центр и единственный населённый пункт Маляевского сельского поселения.

## История
Основано мишарами из Пензенской губернии в 1865 году.
Село относилось к Пришибенской волости Царевскому уезду Астраханской губернии. Согласно Памятной книжке Астраханской губернии на 1914 год в селе проживал 914 мужчин и 909 женщин. За селом было закреплено 6614 десятин удобной и 5940 неудобной земли.
В 1919 году село в составе Царевского уезда было включено в состав Царицынской губернии. В 1928 году село включено в состав Ленинского района Сталинградского округа (округ упразднён в 1930 году) Нижне-Волжского края (с 1934 года — Сталинградского края), с 1936 года — Сталинградской области.

## Общая физико-географическая характеристика
Село расположено на левом берегу ерика Тутов, на границе Волго-Ахтубинской поймы и полупустынных областей Прикаспийской низменности, на высоте 7 метров ниже уровнем мирового океана. Почвенный покров комплексный: в Волго-Ахтубинской пойме распространены пойменные луговые почвы и лугово-бурые пустынно — степные, над поймой — комплексы почв Бурые пустынно — степные солонцы (автоморфные) и светло-каштановые каштановые солонцеватые и солончаковые почвы.
По автомобильной дороге расстояние до областного центра города Волгограда составляет 66 км, до районного центра города Ленинска — 12 км. Через село проходит региональная автодорога автодорога Астрахань — Волжский — Энгельс — Самара. В 7 км к северо-западу от села расположена железнодорожная станция Ленинск железнодорожной линии Разгуляевка — Верхний Баскунчак Приволжской железной дороги
Климат
Климат резко-континентальный, засушливый (согласно классификации климатов Кёппена-Гейгера — Dfa). Среднегодовая температура воздуха положительная и составляет +8,5 °C, средняя температура самого холодного месяца января −7,6 °C, самого жаркого месяца июля +24,5 °C. Расчётная многолетняя норма осадков — 358 мм. Наименьшее количество осадков выпадает в марте и апреле (по 22 мм), наибольшее в июне (38 мм)

## Население
| 1897 | 1900 | 1904 | 1908 | 1911 | 1914 | 2002 |
| ---- | ---- | ---- | ---- | ---- | ---- | ---- |
| 943  | 998  | 1440 | 1555 | 1712 | 1823 | 1395 |

| 2010  | 2012  | 2013  | 2014  | 2015  | 2016  | 2017  |
| ----- | ----- | ----- | ----- | ----- | ----- | ----- |
| 1260  | ↗1263 | ↗1280 | ↘1274 | ↘1260 | ↘1232 | ↘1222 |
| 2018  | 2019  | 2020  | 2021  |       |       |       |
| ↗1227 | ↘1208 | ↘1193 | ↘1190 |       |       |       |

## Религия
Мечети
- Мечеть

## Люди, связанные с селом
- Акжигитов, Гаяс Насибуллович-— советский российский врач, хирург, доктор медицинских наук (1970), профессор (1973)[25]. Родился в Маляевке.